# Botkyrka
Botkyrka is een Zweedse gemeente in Södermanland. De gemeente behoort tot de provincie Stockholms län. Ze heeft een totale oppervlakte van 223,6 km² en telde 75.830 inwoners in 2004.

## Plaatsen
- Tumba
- Vårsta
- Sibble
- Vita villorna
- Kagghamra
- Fiskarhagen
- Brink (noordelijke delen)
- Ensta
- Norra Riksten
- Norrbyvret
- Åvinge
- Bröta och Bröthagen

## Verkeer en vervoer
Bij de plaats lopen de E4/E20, Länsväg 258 en Länsväg 259.

## Geboren
- Signe Lund-Aspenström (1922-2015), Zweeds kunstenares
- Dag Krister Volle (1963-1998), Zweeds muziekproducer, beter bekend als Denniz Pop
- Lasse Karjalainen (1974), Fins voetballer
- Tommy Karevik (1981), Zweeds zanger
- Jonas Rouhi (2004), voetballer